# Vásárosmiske
Vásárosmiske là một thị trấn thuộc hạt Vas, Hungary. Thị trấn này có diện tích 13,42 km², dân số năm 2010 là 354 người, mật độ 26 người/km².